# Krayot

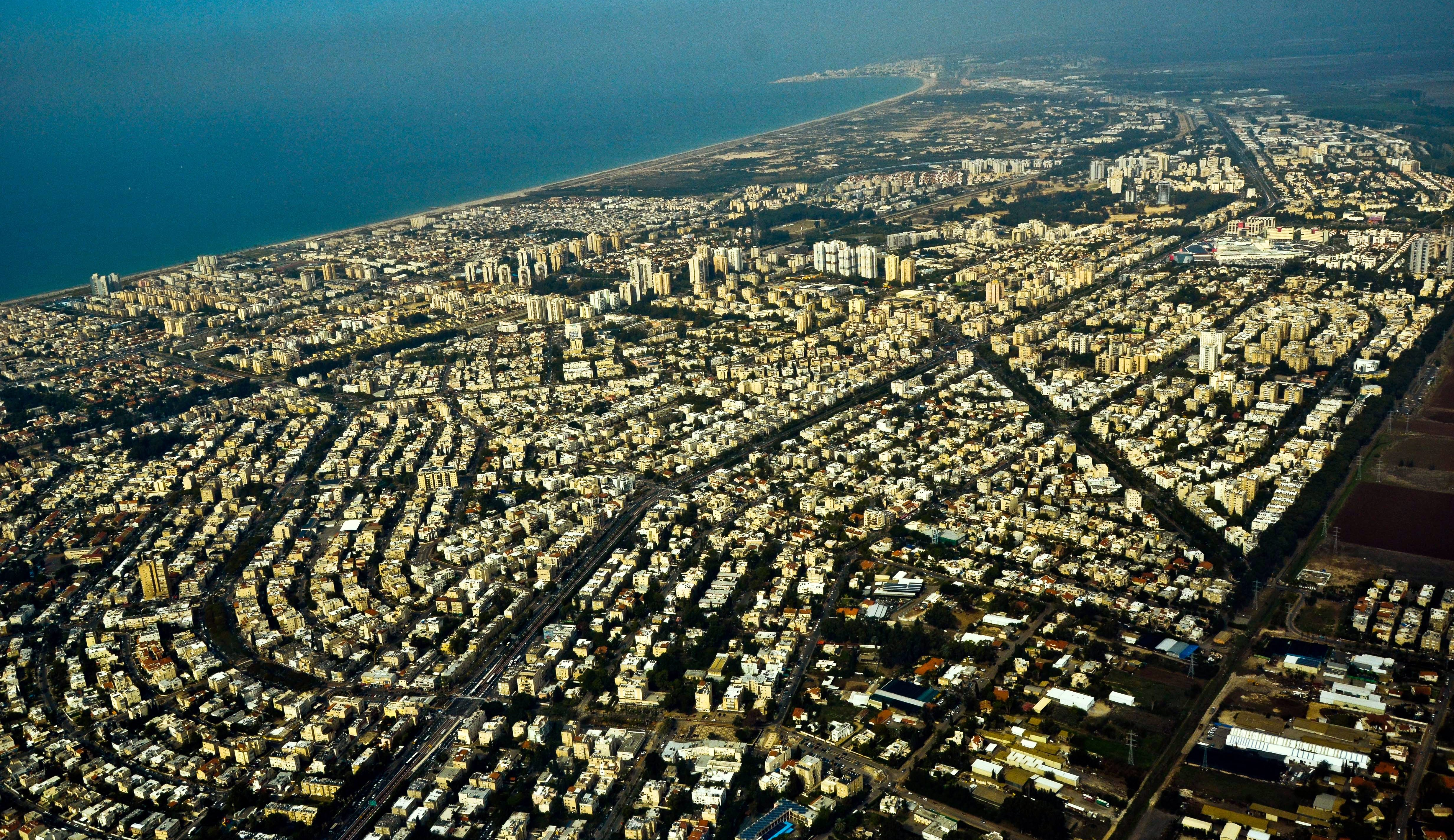
Imagen aérea de Krayot. La vía que atraviesa el centro, Derech Akko, separa Kiryat Bialik (dcha.) de Kiryat Motzkin (izq.). Kiryat Yam corre a lo largo de la costa.

Krayot ( en hebreo: הקריות‎ , "municipios", plural de Kirya ) son un grupo de cuatro pequeñas ciudades y dos barrios de Haifa (Israel), fundados en la década de 1930 a las afueras de la ciudad, en el área de la Bahía de Haifa. El nombre de las seis aglomeraciones es Kiryat Yam (36.700 hab.), Kiryat Motzkin (39.800 hab.), Kiryat Bialik (36.200 hab.), Kiryat Atta (33.800 hab.), así como Kiryat Haim (26.960 hab) y Kiryat Shmuel, Haifa (5.500 hab. en 2007).
En 2003, y nuevamente en 2016, el ministro del Interior Aryeh Deri formuló un plan para fusionar Krayot en un solo municipio. Uno de los nombres propuestos para esta ciudad es Zvulun (en honor al bíblico Zabulón y al valle de Zvulun ).